# Movceanivka, Rujîn
Movceanivka (în ucraineană Мовчанівка) este o comună în raionul Rujîn, regiunea Jîtomîr, Ucraina, formată numai din satul de reședință.

## Demografie
Componența lingvistică a comunei Movceanivka
     Ucraineană (99,21%)
     Alte limbi (0,79%)
Conform recensământului din 2001, majoritatea populației comunei Movceanivka era vorbitoare de ucraineană (99,21%), existând în minoritate și vorbitori de alte limbi.

## Legături externe
- pl Mołczanówka 1) Wielka albo Rużyńska în Dicționarul geografic al Regatului Poloniei și al altor țări slave, volum VI (Malczyce — Netreba) 1885

- pl M. Rużyńska în Dicționarul geografic al Regatului Poloniei și al altor țări slave, volum XV, p. 2 (Januszpol — Wola Justowska)1902